# Melanophila occidentalis
Melanophila occidentalis är en skalbaggsart som beskrevs av Jan Obenberger 1928. Melanophila occidentalis ingår i släktet Melanophila och familjen praktbaggar. Inga underarter finns listade i Catalogue of Life.